# Martha Nause
Martha Nause, född 10 september 1954 i Sheboygan i Wisconsin, är en amerikansk professionell golfspelare.
Nause blev medlem på den amerikanska LPGA-touren 1978 efter en kort amatörkarriär där hon förutom Wisconsin Junior State Championship 1972 inte vann några tävlingar.
1992 drabbades hon av Ramsay Hunts syndrom, en nervsjukdom i ansiktet som förvärrades 1993 då sjukdomen spred sig till hennes öron. Trots detta lyckades hon vinna majortävlingen du Maurier Classic 1994 vilket blev hennes största framgång i karriären.
Nause spelar i november 2005 på Womens Senior Golf Tour (WSGT) där hon inte har vunnit några tävlingar. Hon har tidigare varit medlem i LPGA:s verkställande utskott.

## Meriter

### Majorsegrar
- 1994 du Maurier Classic

### LPGA-segrar
- 1988 Planter’s Pat Bradley International
- 1991 LPGA Chicago Sun-Times Shoot-Out

### Utmärkelser
- 1990 St. Olaf Sports Hall of Fame
- 1995 Wisconsin Golf Hall of Fame